# Tachigali rubiginosa
Tachigali rubiginosa là một loài thực vật có hoa trong họ Đậu. Loài này được (Mart. ex Tul.) Oliveira-Filho mô tả khoa học đầu tiên năm 2006.